# اکسل مونته

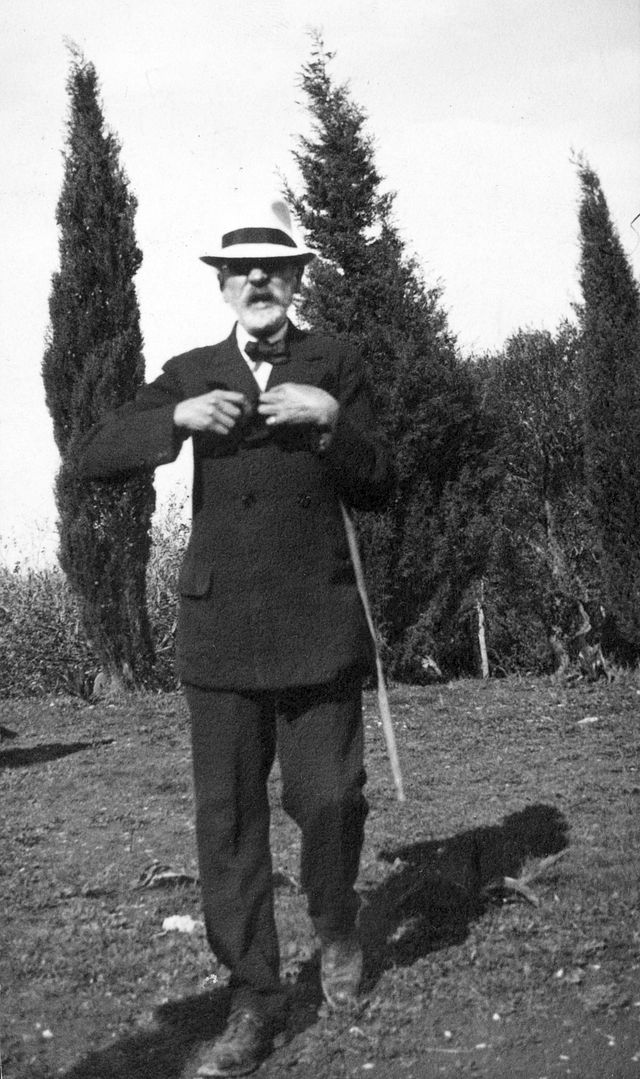
اکسل مونته در اوایل دهه ۱۹۳۰ میلادی

اکسل مارتین فردریک مونته (۳۱ اکتبر ۱۸۵۷، اوسکرشهم سوئد - ۱۱ فوریه ۱۹۴۹ استکهلم) روانپزشک سوئدی بود که بیشتر به خاطر کتاب پرآوازه‌اش «نامه سن‌میکله» به شهرت رسید. وی به هفت زبان (سوئدی، انگلیسی، فرانسوی، ایتالیایی، فلوئنتلی، و قدری آلمانی) سخن می‌گفت. او در فرانسه پزشکی خواند. دکتر اکسل مونته بیشتر عمر خود را در ایتالیا سپری کرد.